# Leptasterias similispinis
Leptasterias similispinis is een zeester uit de familie Asteriidae.
De wetenschappelijke naam van de soort werd in 1908 gepubliceerd door Hubert Lyman Clark.